# داویدوواتس (کلادووو)
داویدوواتس (به صربی: Davidovac) یک منطقهٔ مسکونی در صربستان است که در کلادووا واقع شده‌است. داویدوواتس ۶۱۰ نفر جمعیت دارد.